# Brašno
Brašno je proizvod uzastopnoga mehaničkog usitnjavanja (mljevenja) i prosijavanja zrna žitarica, leguminoza, gomolja, sjemena uljarica, ostalih prehrambenih sirovina i začina te drugih tvari. S prehrambenog stajališta brašno je poluproizvod koji služi kao osnova sirovina za proizvodnju kruha, peciva, keksa, tjestenina i slastica ili kao dodatak u pripremi jela.
Na tržištu se pojavljuje pod različitim nazivima, koji ukazuju na podrijetlo, proizvodni postupak ili namjenu.

## Vrste
Postoje razne podjele i vrste brašna:
- prema porijeklu
  - od žitarica
    - pšenično (ili krušno), zobeno, raženo, ječmeno (i sladno), kukuruzno, proseno, pirovo, rižino, heljdino, tapioka...

  - kokosovo, konopljino, laneno, sojino, brašno guar graha...
  - mješavine više vrsta brašna

- prema boji
  - bijelo, crno, polubijelo, žuto

- prema udjelu pepela
  - T-400 (0,45 %), T-550, T-850, T-1100, T-1600 (0,55 – 0,65 %)

- prema veličini zrna
  - glatko (sitnije, viši udio glutena)
  - oštro (krupnije, niži udio glutena)
  - krupica
    - pšenična krupica (gris)
    - kukuruzna krupica (palenta)
    - zobena krupica, i druge

  - cijelo zrno – integralno/graham/prekrupa[1]

- prema udjelu glutena
  - bezglutensko (~ 0 %)
  - višenamjensko (8 – 11%)
  - glutensko (75 % glutena i 25 % tipskog brašna)[1]

- prema udjelu vlakana[2]
  - visok udio vlakana
    - kokosovo (60 %), fava grah (24 %), heljda (10 %), cijelovita/integralna pšenica (6 %), kesten (4 – 10 %[3])

  - nizak udio vlakana
    - rižino (0 %), tapioka (0 %), vitalni pšenični gluten (0 %), Tip 00 (< 1 %), za kolače (1 g)

- prema uvjetima prerade
  - organsko
  - instant (toplinski ili enzimski obrađeno)
  - prirodno fermentirano

- sladno brašno
  - manitoba (pšenično bijelo glatko brašno s visokim udjelom glutena)

Uporabna vrijednost brašna ovisi o udjelu škroba, bjelančevina (posebno) glutena, vlaknastih tvari i pepela koji nastaje spaljivanjem brašna, a boja o udjelu jezgre zrna, endosperma (daje brašnu bijelu boju) i ovojnice /posija/ (tamna boja).

## Dobivanje
Kako se s povećanjem broja uzastopnih meljava i prosijavanja sve više uklanja ovojnica, povećava se udio endosperma i brašno postaje sve finije i svjetlije (bijelo). Finoća izmeljavanja izražava se udjelom pepela (finije brašno dat će manje pepela, jer on potječe uglavnom od ovojnice). Udio pepela (mg / 100 g) označava se kao tip brašna, npr. bijelo pšenično brašno tipa 400, 500, 600 i 800.
Najčešće se proizvodi od pšenice, pa riječ brašno bez naznake vrste podrazumijeva pšenično brašno. Brašno je ključni sastojak kruha, koji je glavni prehrambeni artikl u mnogim zemljama.
Osim od pšenice, izrađuje se od kukuruza, raži, ječma i riže. Mljevene mahunarke i orašasti plodovi, poput soje, kikirikija, badema i sličnih, također se nazivaju "brašno". Grublje mljeveni plodovi se obično zovu krupica (često i gris po njemačkom).

## Pšenično brašno
Pšenično brašno često nosi i oznake meko (za bijeli kruh i kolače) ili oštro (za kolače). Oštro brašno je tip 400, a dobiva se izdvajanjem iz mekog brašna tipa 500. Pšenično brašno je jedno od najvažnijih namirnica u europskoj i američkoj kulturi, i bitni sastojak u većini vrsta kruha i tijesta.
Pšenično brašno sadrži bjelančevinu nazvanu gluten, koje daje tijestu elastičnu strukturu. To omogućuju zadržavanje mjehurića, što daje prozračan i mekan konačni proizvod, prikladan za kruh, kolače i slično.

## Vanjske poveznice
|  | Zajednički poslužitelj ima još gradiva o temi brašno |
|  | Wječnik ima rječničku natuknicu brašno               |